# Liste der Straßen im Bonner Ortsteil Hochkreuz
Die folgende Liste enthält die Straßen und Plätze auf dem Gebiet des Bonner Ortsteils Hochkreuz im Stadtbezirk Bad Godesberg.
| Straße                      | Erstbenennung/ -erwähnung | Namensherkunft | Frühere Namen Anmerkungen | Bonner Straßenkataster |
| --------------------------- | ------------------------- | --- | --- | ---------------------- |
| Andreas-Hermes-Straße       | 1989                      | Andreas Hermes (1878–1964), Staatswissenschaftler und Politiker (Zentrum, CDU), lebte ab 1945 in Bad Godesberg.                           | | Eintrag                |
| Anhalter Straße             | 1962                      | Anhalt, Region in Mitteldeutschland. | Stichstraße vom Berliner Ring. | Eintrag                |
| Berliner Ring               | 1962                      | | Ringstraße zwischen Brandenburger Straße, Mecklenburger Straße und Sachsenstraße. | Eintrag                |
| Brandenburger Straße        | 1962                      | | | Eintrag                |
| Cheruskerstraße             | 1954                      | Cherusker, Stammesverband im antiken Germanien.                                                                                           | Stichstraße von der Kennedyallee. | Eintrag                |
| Ferdinand-Lassalle-Straße   | 1989                      | Ferdinand Lassalle (1825–1864), Schriftsteller, sozialistischer Politiker und Wortführer der deutschen Arbeiterbewegung.                  | | Eintrag                |
| Frankenstraße               | 1969                      | Franken, westgermanische Volksgruppe. | Stichstraße von der Kennedyallee. | Eintrag                |
| Godesberger Allee           | 1878                      | Ins Zentrum von Bad Godesberg führende Straße.                                                                                            | Von 1878 bis 1930 Bonner Straße, von 1930 bis 1978 Kölner Straße. Ortsteilübergreifende Straße. Teil der Bundesstraße 9. | Eintrag                |
| Graf-von-Lehndorff-Straße   | 2006                      | Hans von Lehndorff (1910–1987), Chirurg und Schriftsteller, Chefarzt des Bad Godesberger Viktoria-Hospitals.                              | Ringstraße von der Ferdinand-Lassalle-Straße. | Eintrag                |
| Heinemannstraße             | 1969                      | Gustav Heinemann (1899–1976), dritter Bundespräsident der Bundesrepublik Deutschland                                                      | Bis 1978 Stresemannstraße. 1985 zur Godesberger Allee weitergebaut. | Eintrag                |
| Heinrich-von-Stephan-Straße | 1986                      | Heinrich von Stephan (1831–1897), Staatssekretär des Reichspostamts, Vorläufer des früher an der Straße gelegenen Bundespostministeriums. | Stichstraße von der Heinemannallee, Anbindung des Robert-Schuman-Platzes. | Eintrag                |
| Herbert-Wehner-Platz        | 2005                      | Herbert Wehner (1906–1990), Politiker (KPD; SPD) und Bundesminister für gesamtdeutsche Fragen, begraben auf dem Burgfriedhof.             | Den Eingang zum Freizeitpark Rheinaue bildender Platz. | Eintrag                |
| Holbeinstraße               | 1955                      | Hans Holbein der Jüngere (1497/98–1543), bedeutender Renaissaince-Maler.                                                                  | Stichstraße von der Max-Löbner-Straße. | Eintrag                |
| Jean-Monnet-Straße          | 1989                      | Jean Monnet (1888–1979), französischer Unternehmer, Wegbereiter der europäischen Einigungsbestrebungen.                                   | | Eintrag                |
| Johanna-Kinkel-Straße       | 1989                      | Johanna Kinkel (1810–1858), Komponistin und Schriftstellerin, Ehefrau von Gottfried Kinkel, geboren in Bonn.                              | | Eintrag                |
| Kennedyallee                | 1930                      | John F. Kennedy (1917–1963), Präsident der Vereinigten Staaten von Amerika.                                                               | Vorläuferstraße: Von 1894 bis 1930 Mutschgrabenweg/Mötschgrabenweg, von 1930 bis 1963 Frankengraben, Anlage der Straße nach 1930, beim Bau der HICOG-Siedlung verändert. Grenze zwischen den Ortsteilen Hochkreuz und Plittersdorf. | Eintrag                |
| Kurt-Georg-Kiesinger-Allee  | 1989                      | Kurt Georg Kiesinger (1904–1988), dritter Bundeskanzler der Bundesrepublik Deutschland, CDU-Vorsitzender.                                 | | Eintrag                |
| Langer Grabenweg            | 1895                      | | Historische (Alternativ)Bezeichnung Auerweg. 1969 zwischen Max-Löbner-Straße und Heinemannstraße verlängert. | Eintrag                |
| Lucas-Cranach-Straße        | 1959                      | Lucas Cranach der Ältere (um 1472–1553), Maler und Grafiker der Renaissance.                                                              | Stichstraße des Langen Grabenwegs. | Eintrag                |
| Ludwig-Erhard-Allee         | 1895                      | Ludwig Erhard (1897–1977), zweiter Bundeskanzler der Bundesrepublik Deutschland.                                                          | Vorläuferweg Mittelweg/Mittelpfad erstmals 1634 erwähnt. Von 1895 bis 1978 Mittelstraße, von 1978 bis 1990 Ludwig-Erhard-Straße. 1982–1983 zur Allee ausgebaut. 1984 auf ehemaliger Trasse der Trajektbahn verlängert.              | Eintrag                |
| Martin-Luther-King-Straße   | 1867                      | Martin Luther King (1929–1968), US-amerikanischer Baptistenpastor und Bürgerrechtler.                                                     | Ursprünglich Strässchen, von 1899 bis 1968 Turmstraße. | Eintrag                |
| Matthias-Grünewald-Straße   | 1959                      | Matthias Grünewald (16. Jahrhundert), Maler und Grafiker der Renaissance.                                                                 | | Eintrag                |
| Max-Löbner-Straße           | 1931                      | Max Hermann Löbner (1869–1947), Gründer der Gärtnerischen Versuchsanstalt der Landwirtschaftskammer Rheinland.                            | Bis 1956 Zehnmorgenweg. | Eintrag                |
| Mecklenburger Straße        | 1962                      | Mecklenburg, Region im Norden Deutschlands.                                                                                               | Stichstraße vom Berliner Ring. | Eintrag                |
| Mildred-Scheel-Straße       | 1989                      | Mildred Scheel (1931/32–1985), Ärztin und Gründerin der Deutschen Krebshilfe, Ehefrau des Bundespräsidenten Walter Scheel                 | | Eintrag                |
| Paul-Magar-Straße           | 2006                      | Paul Magar (1909–2000), Maler, lebte und arbeitete in Bad Godesberg                                                                       | Ringstraße von der Ferdinand-Lassalle-Straße. | Eintrag                |
| Riemenschneiderstraße       | 1968                      | Tilman Riemenschneider (um 1460–1531), Bildschnitzer und Bildhauer Übergang von der Spätgotik zur Renaissance                             | Stichstraße von der Max-Löbner-Straße. | Eintrag                |
| Robert-Schuman-Platz        | 1986                      | Robert Schuman (1886–1963), deutsch-französischer Staatsmann, studierte in Bonn                                                           | | Eintrag                |
| Rubensstraße                | 1962                      | Peter Paul Rubens (1577–1640), Barockmaler flämischer Herkunft und Diplomat der spanisch-habsburgischen Krone                             | | Eintrag                |
| Sachsenstraße               | 1962                      | Germanischer Stamm, historischer Staat und Land der Bundesrepublik Deutschland                                                            | Stichstraße vom Berliner Ring. | Eintrag                |
| Stephan-Lochner-Straße      | 1959                      | Stefan Lochner (um 1400 bis 1410–1451), bedeutendster Maler der Kölner Malerschule                                                        | | Eintrag                |
| Thüringer Straße            | 1962                      | Thüringen, Landschaft und Land der Land der Bundesrepublik Deutschland                                                                    | Stichstraße von der Brandenburger Straße. | Eintrag                |